# 1883 en Nouvelle-Écosse
Chronologie de la Nouvelle-Écosse
- 1879
- 1880
- 1881
- 1882
- 1883
- 1884
- 1885
- 1886
- 1887

Cette page concerne des événements d'actualité qui se sont produits durant l'année 1883 dans la province canadienne de la Nouvelle-Écosse.

## Politique
- Premier ministre : William T. Pipes
- Chef de l'Opposition :
- Lieutenant-gouverneur : Adams George Archibald puis Matthew Henry Richey
- Législature :

## Naissances

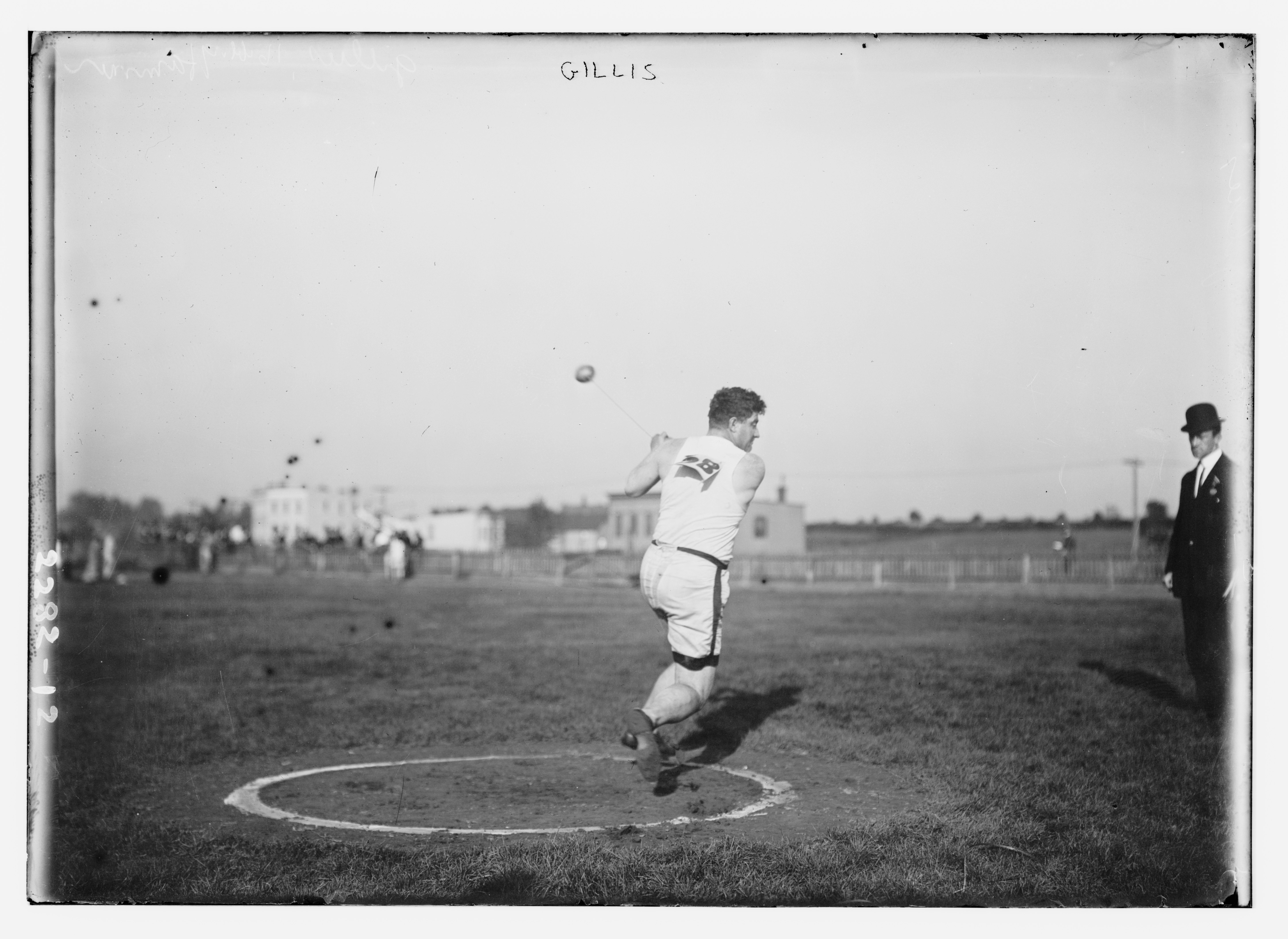
Duncan Gillis

- 3 janvier : Duncan Gillis (né à Cape Breton et mort le 2 mai 1963 à Vancouver) est un athlète canadien spécialiste du lancer du marteau et du lancer du disque.